# Gärtringen
Gärtringen é um município da Alemanha, no distrito de Böblingen, na região administrativa de Estugarda, estado de Baden-Württemberg.